# صهيون غولان
صهيون غولان (بالعبرية: ציון גולן) (مواليد 1955) مغني إسرائيلي من أصل يمني.
معظم أغاني غولان بالعربية اليمنية وباللهجة اليمنية القديمة من العبرية. كتب معظم أغانيه ولحنها بنفسه، حماته نعومي العمراني، وكتاب إسرائيليين آخرين. بعض أشهر أغانيه مكتوبة من قبل الحاخام شالوم الشبزي. غنى أغانيه من قبل المطربين اليمنيين المعاصرين مثل فضل حمامي. يمتلك غولان استوديو تسجيل حيث يسجل أغانيه. قال أنه كتب وألف جزء كبير من أغانيه. سجل غولان أكثر من 22 ألبوم.

## الحياة الشخصية
ولد غولان لمهاجرين يمنيين في عسقلان بإسرائيل. غولان اليهودي الأرثوذكسي يعيش حاليا مع زوجته وثلاثة أطفال (فتاتان وصبي واحد) في حي إيتروغ أهوزات من مركاز شابيرا.
في عام 1974 انضم غولان إلى قوات الدفاع الإسرائيلية بمهنة عازف منفرد في الجوقة اليهودية.